# Chubb Rock
Chubb Rock (nascido Richard Simpson; 28 de maio de 1968) é um rapper de Nova Iorque com vários bem sucedidos álbuns de hip hop no começo dos anos 1990. Ex-membro do National Merit Scholarship Program, Chubb Rock era estudante de medicina e saiu da Universidade Brown em busca de sua carreira musical.

## História
Descoberto e produzido por seu primo e primeiro DJ Howie Tee, Chubb Rock apareceu na cena com autointitulado álbum de estreia em 1988 "Chubb Rock Featuring Hitman Howie Tee" e "And the winner is..." de 1989. O último produziu o single de menor impacto "Ya Bad Chubbs".

## Discografia

### Álbuns de estúdio
| 1988                                                                              | Chubb Rock (featuring Howie Tee)      | —   | 54 | Select                |
| 1989                                                                              | And the Winner Is... (with Howie Tee) | —   | 28 | Select                |
| 1991                                                                              | The One                               | 71  | 13 | Select                |
| 1992                                                                              | I Gotta Get Mine Yo                   | 127 | 24 | Select                |
| 1997                                                                              | The Mind                              | —   | 45 | Select                |
| 2009                                                                              | Bridging the Gap (com Wordsmith)      | —   | —  | GoDigital/Unruly/Koch |
| "—" denota que um disco não entrou na para ou não foi lançado naquele território. |                                       |     |    |                       |

### Extended plays
| Ano  | Título          | Pico nas paradas | Pico nas paradas | Gravadora |
| Ano  | Título          | US               | US R&B           | Gravadora |
| ---- | --------------- | ---------------- | ---------------- | --------- |
| 1990 | Treat 'Em Right | 73               | 22               | Select    |

### Singles
| 1987                                                                              | "Rock 'n Roll Dude"                    | —  | —  | —  | —  | —  |
| 1988                                                                              | "DJ Innovator" (com Hitman Howie Tee)  | —  | —  | —  | —  | —  |
| 1988                                                                              | "Caught Up"                            | —  | —  | —  | —  | —  |
| 1989                                                                              | "Ya Bad Chubbs"                        | —  | —  | 15 | —  | 82 |
| 1990                                                                              | "Stop That Train"                      | —  | —  | 23 | —  | —  |
| 1991                                                                              | "Treat 'Em Right"                      | 95 | 33 | 1  | 32 | 67 |
| 1991                                                                              | "The Chubbster"                        | —  | 41 | 1  | 8  | —  |
| 1991                                                                              | "Just Ask Me To" (com Tevin Campbell)  | 88 | 9  | —  | —  | —  |
| 1992                                                                              | "Just the Two of Us"                   | —  | 20 | 1  | —  | —  |
| 1992                                                                              | "The Big Man"                          | —  | 96 | 30 | —  | —  |
| 1992                                                                              | "Lost in the Storm"                    | —  | 37 | 1  | —  | —  |
| 1993                                                                              | "Yabadabadoo" (com Red Hot Lover Tone) | —  | —  | 6  | —  | —  |
| 1997                                                                              | "Beef"                                 | —  | —  | —  | —  | —  |
| 1997                                                                              | "Life"                                 | —  | —  | —  | —  | —  |
| "—" denota que um disco não entrou na para ou não foi lançado naquele território. |                                        |    |    |    |    |    |